# Franziska von Karma
Franziska von Karma, conocida en Japón como Mei Karuma (狩魔 冥 Karuma Mei?), es un personaje ficticio de la serie Ace Attorney. Ella es una abogada fiscal, que aparece por primera vez en Phoenix Wright: Ace Attorney: Justice for All. Más tarde aparece en la secuela Phoenix Wright: Ace Attorney: Trials and Tribulations y el spin-off, Ace Attorney Investigations: Miles Edgeworth. Es la hija de Manfred von Karma, un antagonista de Phoenix Wright: Ace Attorney.
Franziska se viste con ropa real, en particular con un látigo que utiliza con frecuencia dentro y fuera de la corte en otros personajes. La productora de Justice for All la describió como una "linda chica" y como un "personaje impactante", mientras que Janet Hsu, miembro del equipo de localización de la serie y su actriz de voz, comentó que era uno de sus personajes favoritos para escribir.
Desde su aparición en Justice for All, Franziska ha recibido una acogida mixta como uno de los pilares de la serie. Aunque algunos la elogiaron como una de las mujeres más atractivas de los videojuegos de la década de 2000, también ha sido criticada por su personalidad y comportamiento.

## Diseño
Minae Matsukawa, productora de Justice for All, describió a Franziska como una "chica linda" y un "personaje impactante". Uno de los miembros del equipo de localización, Janet Hsu, que también la expresó en inglés, comentó que Franziska era uno de sus personajes favoritos para escribir, comentando que "tiene mucha más profundidad de la que la gente cree". Tiene el pelo corto y plateado, y la piel blanca pálida. Usa ropa real, incluyendo un lazo y un traje de vestir. También usa medias de nailón, botas pequeñas, guantes y pendientes. Esgrime un látigo marrón, que utiliza periódicamente en otros personajes en respuesta a su frustración por ellos.

## Apariciones
Franziska aparece por primera vez en Justice For All como antagonista del protagonista Phoenix Wright, específicamente en el segundo episodio. Es una fiscal prodigio, se convirtió en abogada en Alemania a la edad de 13 años, permaneciendo invicta hasta los 18 años. Busca vengarse de Phoenix, quien presume que es porque derrotó a su padre, Manfred von Karma. Típicamente se la ve sosteniendo un látigo y usándolo en otros, dentro y fuera de la corte. Tiende a usar la palabra "estúpido" para describir a los demás, y tiene una personalidad fría. La derrota en dos juicios, causándole una gran frustración. En la versión original japonesa del juego, vivía en los Estados Unidos y no en Alemania.
Ella aparece como fiscal en la investigación inicial en el episodio cuatro, pero está incapacitada después de haber sido disparada en el hombro por el asesino Shelly De Killer (un "favor" no solicitado a Wright), lo que le impide presidir el juicio. Cuando Edgeworth regresa y la reemplaza como fiscal, se revela que su motivo para derrotar a Phoenix fue avergonzar a Edgeworth, derrotando a alguien que no podía. Más tarde, Phoenix la visita en la clínica y le lleva un ramo de flores. Más tarde, cerca del final, ella ayuda en el juicio trayendo una pieza crucial de evidencia descubierta por el detective Gumshoe que ayuda a Phoenix a condenar a su propio cliente (quien estaba chantajeando a Phoenix para que se absuelva a sí mismo) mientras que también salva la vida de Maya Fey. Se enfada porque Phoenix está contento con los acontecimientos del juicio aunque haya perdido, por lo que Edgeworth la critica. Como resultado, ella sale corriendo, dejando su látigo atrás. Cuando Edgeworth la alcanza en el aeropuerto e intenta devolverlo, se rompe en lágrimas y confiesa que siempre se sintió ensombrecida tanto por él como por su padre, pero promete regresar como una mejor fiscal.
Ella aparece en el episodio final de Trials and Tribulations, ayudando tanto a Phoenix como a Edgeworth. Cuando Wright fue hospitalizado después de caer de un puente (y sin Godot en ninguna parte), Edgeworth fue convencido de asumir el papel de Phoenix, haciendo los arreglos para que Franziska fuera fiscal en el proceso. Aunque Franziska se alegró por la oportunidad de derrotar a Edgeworth, no pudo hacerlo y fue reemplazada por Godot en el segundo día del juicio. Sin embargo, continuó proporcionando asistencia de vez en cuando en la investigación, pasando muchas horas trabajando en cerraduras de rompecabezas para liberar a Iris (que en ese momento se creía que era Maya Fey) de una cueva. Franziska apareció en el segundo episodio de Ace Attorney Investigations: Miles Edgeworth trabajando con Interpol, inicialmente actuando de forma antagónica hacia Edgeworth, ya que había sido acusado de asesinar a un agente de Interpol con el que se suponía que se iba a reunir. El juego también muestra los eventos ocurridos siete años antes de los eventos de Ace Attorney Investigations, donde está acompañada por Miles Edgeworth y Manfred von Karma a la edad de 13. En el episodio final, ella actúa como jefe de seguridad de la embajada en una embajada extranjera, donde ella y Edgeworth trabajan juntos para desentrañar una red masiva de contrabando. En un momento dado, Edgeworth se convierte temporalmente en su subordinado para tener acceso a la escena del crimen, una posición que le gusta. Más tarde, el agente de Interpol Shi-Long Lang acusa a Franziska de asesinato para dar a Edgeworth una segunda oportunidad de investigar la oficina del embajador Quercus Alba. Aunque ofendida, Franziska reconoce la necesidad de las acciones de Lang y ayuda a Lang y Edgeworth en su confrontación final, completando su larga transición de antagonista a protagonista (aunque su actitud y personalidad siguen siendo las mismas). También apareció en los dos últimos casos de la secuela, Ace Attorney Investigations 2, primero investigando rumores de una subasta en el mercado negro que vendía evidencia de casos antiguos. Más tarde termina procesando el caso contra el asesino del segundo episodio, Marī Miwa, y apoya a Edgeworth en su confrontación final del juego.
Franziska es mencionada por Trucy Wright en el caso DLC de Ace Attorney: Spirit of Justice "Turnabout Time Traveler" cuando dice: "Tú eres el que escribió "Franzy's [Franziska] Whippity-Whip Trip", ¿verdad?".
Estaba programada para aparecer en Tatsunoko vs.Capcom: Ultimate All-Stars junto con Phoenix Wright. Sin embargo, tuvieron problemas con uno de los ataques más característicos, que fue gritar "¡Igiari!" ("Objection!" en inglés). Las letras se usarían para atacar a los oponentes; sin embargo, cuando se tradujera al inglés, requeriría que se cambiara de una palabra de cuatro letras a una palabra de nueve letras y desequilibrara el juego. Al hablar de sus posibilidades como personaje de juego de lucha en general, Takeshi Yamazaki, director de Ace Attorney Investigations: Miles Edgeworth, comentó que Franziska sería fácil de incluir en un juego de lucha si usaban su látigo. También aparece como una tarjeta en SNK vs.Capcom Card Fighters DS y en Ultimate Marvel vs.Capcom 3's Heroes and Heralds Mode junto con un disfraz para Maya Fey basado en su traje.
Franziska aparece en el anime Ace Attorney, que adapta su papel en la trilogía original. Un flashback en el 13º episodio de la serie la muestra de niña, conociendo a Miles Edgeworth por primera vez después de que se va a vivir con ella y su padre.

## Recepción
Desde su aparición en Justice for All, Franziska von Karma ha recibido una acogida mixta. Game Informer la llamó uno de los "pilares de la serie". GamesRadar nombró a Franziska "Miss 2007", llamándola uno de los nuevos personajes de videojuegos más sexys de 2000-2009. Comentaron que aunque su actitud agresiva y cruel es sexy para los sadomasoquistas, la vulnerabilidad de su personaje es lo que la hizo tan atractiva. Citan su corta edad, así como su maldad, derivada de su deseo de "demostrar su valía en la profesión legal y vengar a su antes famoso y ahora deshonrado padre". También la llamaron una de las 20 chicas de los juegos que más se pasan por alto, citando de nuevo sus "matices de S&M", así como un "bouffant de Star Trek" por qué se le puede pasar por alto. El editor de GamesRadar, Mikel Reparaz, comentó que Franziska era una "buena adición, al menos al principio". Añade que a medida que progresa, ella se vuelve "más odiosa a medida que su inquebrantable 'Soy perfecta' schtick se hace realidad". Matthew Castle, de NGamer, Reino Unido, estuvo de acuerdo, comentando que Godot, otro fiscal de la serie, era un "soplo de aire fresco" comparado con Franziska, y llamó a sus acciones "más bien tediosas y aburridas teatralidades que rompen los látigos". El editor de Nintendo World Report, Michael Cole, también prefirió a Godot antes que a Franziska, afirmando que la "actitud firme y confiada y las réplicas mordaces" de Godot eran "mucho más satisfactorias" que sus "poco profundas divagaciones". Janet Hsu, miembro del equipo de localización de Justice for All, fue la que más disfrutó escribiendo el diálogo de Franziska (junto con el de Adrian Andrews) y dijo que tenía "más profundidad de lo que la gente cree". El editor principal de Microsoft para GamesRadar, Charlie Barratt, declaró que su "enamoramiento actual en los juegos" era Franziska. Richard Eisenbeis, de Kotaku, llamó a la intérprete de Franziska en el musical Ace Attorney 2: Truth Resurrected Again la "estrella fugaz" debido a su dominio del látigo.